# Wola Kanigowska
Wola Kanigowska – wieś sołecka w Polsce położona w województwie mazowieckim, w powiecie mławskim, w gminie Strzegowo.
| SIMC    | Nazwa | Rodzaj    |
| ------- | ----- | --------- |
| 0127210 | Sujki | część wsi |

W latach 1975–1998 miejscowość administracyjnie należała do województwa ciechanowskiego.